# مؤسسة تراث إيران
مؤسسة تراث إيران هي منظمة خيرية مسجلة في المملكة المتحدة، أُنشئت عام 1995 في لندن.  تهدف المؤسسة إلى دعم وصون تاريخ ولغات وثقافات إيران والعالم الناطق بالفارسية، عبر جميع مراحل الحضارة الإيرانية من العصور القديمة إلى العصر الحديث. 

## التاريخ والتنظيم
تم تأسيس مؤسسة تراث إيران في المملكة المتحدة سنة 1990، وسُجلت كمنظمة خيرية رسمية عام 1991 تحت الرقم (1001785). تعتمد المؤسسة في تمويلها على تبرعات الأفراد والشركات، إضافة إلى فعاليات متعددة لجمع التبرعات. لا تتلقى المؤسسة دعماً مالياً من أي جهات حكومية أو جماعات ضغط. تُدار أعمالها من قبل مجلس أمناء، ويُساندهم مجلس استشاري ولجان مختصة بالمنح.
تركز مؤسسة تراث إيران على حماية وتعزيز التراث الثقافي الإيراني بكافة مراحله – القديمة والوسطى والمعاصرة – بأقصى قدر من الفاعلية. ويتحقق ذلك عبر تمويل المشاريع الأكاديمية والفنية المعاصرة، وتقديم المنح الدراسية وبرامج التدريب في جامعات ومتاحف مرموقة، وتنظيم ورعاية معارض، وعقد ندوات ومؤتمرات، وإقامة فعاليات شهرية في "آسيا هاوس" في لندن، فضلاً عن دعم العديد من الأنشطة الأخرى داخل المملكة المتحدة وحول العالم.

### الرؤساء والمدراء
- الرؤساء المشاركون
  - علي رشيديان (2017–)
  - علي رضا راستجار (2017–) [2]

### الاتحاد الدولي في امريكا
في عام 2010، أسس الاتحاد فرعًا موازيًا في ولاية نيويورك بالولايات المتحدة، يُعرف باسم IHF America. ساهم هذا الفرع في تمويل منصب أمين بمعرض فرير ساكلر (الذي يُعرف اليوم باسم معرض فرير للفنون) في العاصمة واشنطن، كما كان له دور بارز في جولة "أسطوانة قورش" التي نظمها المتحف البريطاني، والتي عرضت في خمسة متاحف أمريكية مختلفة عام 2013.
يمتد نشاط الاتحاد ليشمل مجالات مثل علم الآثار، والتاريخ، وتاريخ الفن، والأدب، والفنون الأدائية، والسينما، والتصوير، والموسيقى، والفن المعاصر. يحقق الاتحاد أهدافه عبر تنظيم ودعم معارض وفعاليات ثقافية، ومؤتمرات، ومنح، ونشر أعمال أكاديمية، ورعاية مراكز بحثية في الجامعات والمتاحف. ومن بين المؤسسات الأكاديمية والثقافية التي تلقت دعماً من الاتحاد: جامعات كامبريدج، وإدنبرة، وإكستر، ولندن، وأكسفورد، وريدينغ، وسانت أندروز، إلى جانب المكتبة البريطانية، والمتحف البريطاني، ومعهد كورتولد للفنون، وتيت مودرن، ومتحف فيكتوريا وألبرت.

## الأنشطة
تقيم المؤسسة سلسلة من الفعاليات الدورية مثل المحاضرات، وحلقات النقاش، والعروض، وعروض الأفلام. ومن أبرز المؤتمرات الدولية التي نظمتها: "التراث الطبيعي لإيران" (2014)، و"من برسيبوليس إلى أصفهان: حماية التراث الثقافي" (2015)، بالإضافة إلى ندوتين حول تل سيلك وكاشان القديمة في عامي 2017 و2018.
تمنح المؤسسة أيضاً تمويلات سنوية لدعم الأبحاث العلمية والأكاديمية، إلى جانب المهرجانات والمشاريع المعنية بالفنون المعاصرة والأدائية، ويتم تقييم هذه المنح من قبل لجنتين مستقلتين تتألفان من مستشارين خارجيين.
تقوم مؤسسة تراث إيران برعاية فعاليات ومبادرات تروّج للثقافة والتاريخ الإيراني، مثل المعارض "الإمبراطورية المنسية" و"شاه عباس" التي نُظمت في المتحف البريطاني عامي 2005 و2009. كما شاركت في تنظيم معرض "أسطوانة كورش وبلاد فارس القديمة" الذي طاف أنحاء الولايات المتحدة عام 2013، بالتعاون مع المتحف البريطاني ومعرض آرثر إم. ساكلر. ومن بين أبرز مشاريع المؤسسة المستمرة "أرشيف جولها"، وهو مشروع رقمي شامل وفهرسي لبرامج جولها الإذاعية التي بُثت عبر الإذاعة الإيرانية بين عامي 1956 و1979.

## روابط خارجية
- مؤسسة تراث إيران